# Andrew Nabbout
Andrew Nabbout (Melbourne, 17 december 1992) is een Australisch voetballer die doorgaans speelt als rechtsbuiten. In september 2020 verruilde hij Melbourne Victory voor Melbourne City. Nabbout maakte in 2018 zijn debuut in het Australisch voetbalelftal.

## Clubcarrière
Nabbout speelde in de jeugd bij Brunswick City, Green Gully, Sunshine George Cross, Heidelberg United en Moreland Zebras voor hij in 2012 terechtkwam bij Melbourne Victory. Voor die club maakte hij zijn professionele debuut toen op 13 oktober 2012 met 5–0 verloren werd van Brisbane Roar. Nabbout mocht van coach Ange Postecoglou in de basis beginnen en hij werd na drieënzestig minuten gewisseld. Op 10 november 2012 stond Melbourne met 2–0 achter bij Sydney FC door treffers van Yairo Glaize en Pascal Bosschaart toen Nabbout van Postecoglou mocht invallen. Hij wist tweemaal te scoren en ook Archie Thompson kwam tot scoren, waardoor Victory met 2–3 wist te winnen.
In 2015 liet de vleugelspeler Melbourne achter zich en hij verkaste naar het Maleisische Negeri Sembilan. Ondanks acht treffers in twaalf duels mocht Nabbout weer vertrekken, waarna Newcastle Jets hem oppikte. Nadat zijn verbintenis bij Newcastle Jets was afgelopen verkaste Nabbout voor de tweede maal in zijn carrière naar het buitenland. In maart 2018 zette hij zijn handtekening onder een verbintenis tot het einde van het kalenderjaar 2018 bij het Japanse Urawa Red Diamonds. In juli 2019 keerde Nabbout terug bij de club waar hij door was gebroken als profvoetballer, Melbourne Victory. Een jaar later werd de vleugelspeler overgenomen door stadsgenoot Melbourne City, wat hem een contract voor vier seizoenen voorschotelde.

## Clubstatistieken
| Seizoen | Club               | Competitie   | Competitie | Competitie | Beker | Beker | Internationaal | Internationaal | Totaal | Totaal |
| Seizoen | Club               | Competitie   | Wed.       | Dlp.       | Wed.  | Dlp.  | Wed.           | Dlp.           | Wed.   | Dlp.   |
| ------- | ------------------ | ------------ | ---------- | ---------- | ----- | ----- | -------------- | -------------- | ------ | ------ |
| 2012/13 | Melbourne Victory  | A-League     | 21         | 4          | 0     | 0     | —              | —              | 21     | 4      |
| 2013/14 | Melbourne Victory  | A-League     | 14         | 1          | 0     | 0     | 5              | 0              | 19     | 1      |
| 2014/15 | Melbourne Victory  | A-League     | 5          | 0          | 1     | 0     | —              | —              | 6      | 0      |
| 2015/16 | Negeri Sembilan    | Super League | 12         | 8          | 2     | 1     | —              | —              | 14     | 9      |
| 2016/17 | Newcastle Jets     | A-League     | 24         | 8          | 0     | 0     | —              | —              | 24     | 8      |
| 2017/18 | Newcastle Jets     | A-League     | 22         | 10         | 1     | 0     | —              | —              | 23     | 10     |
| 2018    | Urawa Red Diamonds | J1 League    | 12         | 0          | 3     | 0     | —              | —              | 15     | 0      |
| 2019    | Urawa Red Diamonds | J1 League    | 8          | 1          | 1     | 0     | 4              | 0              | 13     | 1      |
| 2019/20 | Melbourne Victory  | A-League     | 22         | 8          | 1     | 2     | 4              | 1              | 27     | 11     |
| 2020/21 | Melbourne City     | A-League     | 17         | 3          | 0     | 0     | —              | —              | 17     | 3      |
| 2021/22 | Melbourne City     | A-League     | 28         | 5          | 3     | 0     | 5              | 2              | 36     | 7      |
| 2022/23 | Melbourne City     | A-League     | 28         | 3          | 1     | 0     | —              | —              | 36     | 7      |
| 2023/24 | Melbourne City     | A-League     | 10         | 0          | 1     | 0     | 0              | 0              | 11     | 0      |
| 2024/25 | Melbourne City     | A-League     | 3          | 2          | 1     | 1     | —              | —              | 4      | 3      |
| Totaal  | Totaal             | Totaal       | 226        | 53         | 15    | 4     | 18             | 3              | 266    | 64     |

Bijgewerkt op 27 mei 2025.

## Interlandcarrière
Nabbout maakte zijn debuut in het Australisch voetbalelftal op 23 maart 2018, toen met 4–1 verloren werd van Noorwegen. Jackson Irvine zette de Australiërs nog op voorsprong maar door drie doelpunten van Ola Kamara en een van Tore Reginiussen wonnen de Noren. Nabbout mocht van bondscoach Bert van Marwijk in de basis starten en hij werd na zevenenzestig minuten gewisseld voor Tomi Jurić. De andere debutanten dit duel waren Dimitri Petratos (Newcastle Jets) en Aleksandar Susnjar (Mladá Boleslav).
Nabbout werd in mei 2018 door Van Marwijk opgenomen in de voorselectie van Australië voor het wereldkampioenschap in Rusland. Hij haalde ook de definitieve selectie en tijdens het toernooi werd Australië in de groepsfase uitgeschakeld nederlagen tegen Frankrijk (2–1) en Peru (0–2) en een gelijkspel tegen Denemarken (1–1). Nabbout speelde mee tegen Frankrijk en Denemarken en viel tegen dat laatste land geblesseerd uit. Zijn toenmalige clubgenoten Wataru Endo en Tomoaki Makino (beiden Japan) waren ook actief op het WK. Eind 2021 werd de vleugelspeler na een afwezigheid van een kleine twee jaar weer opgeroepen voor de nationale ploeg.
| Interlands van Andrew Nabbout voor Australië | Interlands van Andrew Nabbout voor Australië | Interlands van Andrew Nabbout voor Australië | Interlands van Andrew Nabbout voor Australië | Interlands van Andrew Nabbout voor Australië | Interlands van Andrew Nabbout voor Australië | Interlands van Andrew Nabbout voor Australië |
| №                                            | Datum                                        | Wedstrijd                                    | Uitslag                                      | Competitie                                   | Goals                                        |                                              |
| Als speler bij Urawa Red Diamonds            | Als speler bij Urawa Red Diamonds            | Als speler bij Urawa Red Diamonds            | Als speler bij Urawa Red Diamonds            | Als speler bij Urawa Red Diamonds            | Als speler bij Urawa Red Diamonds            | Als speler bij Urawa Red Diamonds            |
| -------------------------------------------- | -------------------------------------------- | -------------------------------------------- | -------------------------------------------- | -------------------------------------------- | -------------------------------------------- | -------------------------------------------- |
| 1                                            | 23 maart 2018                                | Noorwegen – Australië                        | 4 – 1                                        | Vriendschappelijk                            |                                              |                                              |
| 2                                            | 27 maart 2018                                | Colombia – Australië                         | 0 – 0                                        | Vriendschappelijk                            |                                              |                                              |
| 3                                            | 1 juni 2018                                  | Australië – Tsjechië                         | 4 – 0                                        | Vriendschappelijk                            | 54'                                          |                                              |
| 4                                            | 6 juni 2018                                  | Hongarije – Australië                        | 1 – 2                                        | Vriendschappelijk                            |                                              |                                              |
| 5                                            | 16 juni 2018                                 | Frankrijk – Australië                        | 2 – 1                                        | WK 2018                                      |                                              |                                              |
| 6                                            | 21 juni 2018                                 | Denemarken – Australië                       | 1 – 1                                        | WK 2018                                      |                                              |                                              |
| 7                                            | 20 november 2018                             | Australië – Libanon                          | 3 – 0                                        | Vriendschappelijk                            |                                              |                                              |
| 8                                            | 30 december 2018                             | Oman – Australië                             | 0 – 5                                        | Vriendschappelijk                            | 10'                                          |                                              |
| 9                                            | 25 januari 2019                              | Verenigde Arabische Emiraten – Australië     | 1 – 0                                        | AK 2019                                      |                                              |                                              |
| 10                                           | 11 november 2021                             | Australië – Saoedi-Arabië                    | 0 – 0                                        | WK 2022 kwalificatie                         |                                              |                                              |

Bijgewerkt op 27 mei 2025.

## Erelijst
| Competitie         |                   |                   |                   |                   |
| Competitie         | Aantal            | Jaren             |                   |                   |
| Melbourne Victory  | Melbourne Victory | Melbourne Victory | Melbourne Victory | Melbourne Victory |
| ------------------ | ----------------- | ----------------- | ----------------- | ----------------- |
| A-League           | 1                 | 2014/15           |                   |                   |
| Urawa Red Diamonds |                   |                   |                   |                   |
| Emperor's Cup      | 1                 | 2018              |                   |                   |
| Melbourne City     |                   |                   |                   |                   |
| A-League           | 1                 | 2020/21           |                   |                   |